# Historia de Nueva York (prehistoria-1664)
La historia de la ciudad de Nueva York ha sido influenciada por la formación geológica prehistórica durante el último período glacial del territorio que es hoy Nueva York. La zona estuvo habitada durante mucho tiempo por los lenape. Tras la exploración europea inicial en el siglo XVI, los holandeses en 1626 fundaron Nueva Ámsterdam, llamada en honor a su capital Ámsterdam. En 1664, los ingleses conquistaron la zona y la rebautizaron como Nueva York, en honor al duque de York.

## Prehistoria
Las excavaciones arqueológicas indican que los primeros humanos se asentaron en la zona hace 9000 años. Sin embargo, el área fue abandonada, posiblemente porque el clima cálido de la región condujo a la extinción local de muchas especies de caza más grandes de las que dependían los primeros habitantes para alimentarse.
Una segunda ola de habitantes ingresó a la región hace aproximadamente 3000 años y dejó atrás implementos de caza más avanzados, como arcos y flechas. Los restos de aproximadamente 8000 de estos primeros campamentos se han encontrado en toda la ciudad. Es probable que la región haya permanecido continuamente habitada desde ese momento.
En el momento de la llegada de los europeos, los lenape cultivaban campos de vegetación mediante la técnica de tala y quema. Esto extendió la vida productiva de los campos plantados. El éxito de estos métodos permitió a los habitantes mantener una población mayor de la que podían mantener los cazadores-recolectores nómadas de otros lugares. Los académicos han estimado que en el momento del asentamiento europeo, puede haber alrededor de 15 000 lenape en total en aproximadamente 80 sitios de asentamiento alrededor de gran parte del área de la ciudad de Nueva York, solo. : 5–6   Quienes ya habían iniciado una especie de Protoestado hostil contra la confederación iroquesa. En 1524 algunos lenape en canoas conocieron a Giovanni da Verrazzano, el primer explorador europeo en entrar en el puerto de Nueva York, quien llamó a la zona Nueva Angoulême en honor a su patrón, el rey Francisco I de Francia. Este describió el área como «un lugar agradable» con «pequeñas colinas empinadas», pero no desembarcó de su carabela La Dauphine.

## Nueva Ámsterdam
En 1613, los holandeses establecieron un puesto comercial en la costa occidental de Manhattan. Jan Rodrigues fue el primer no nativo documentado que vivió en Manhattan.

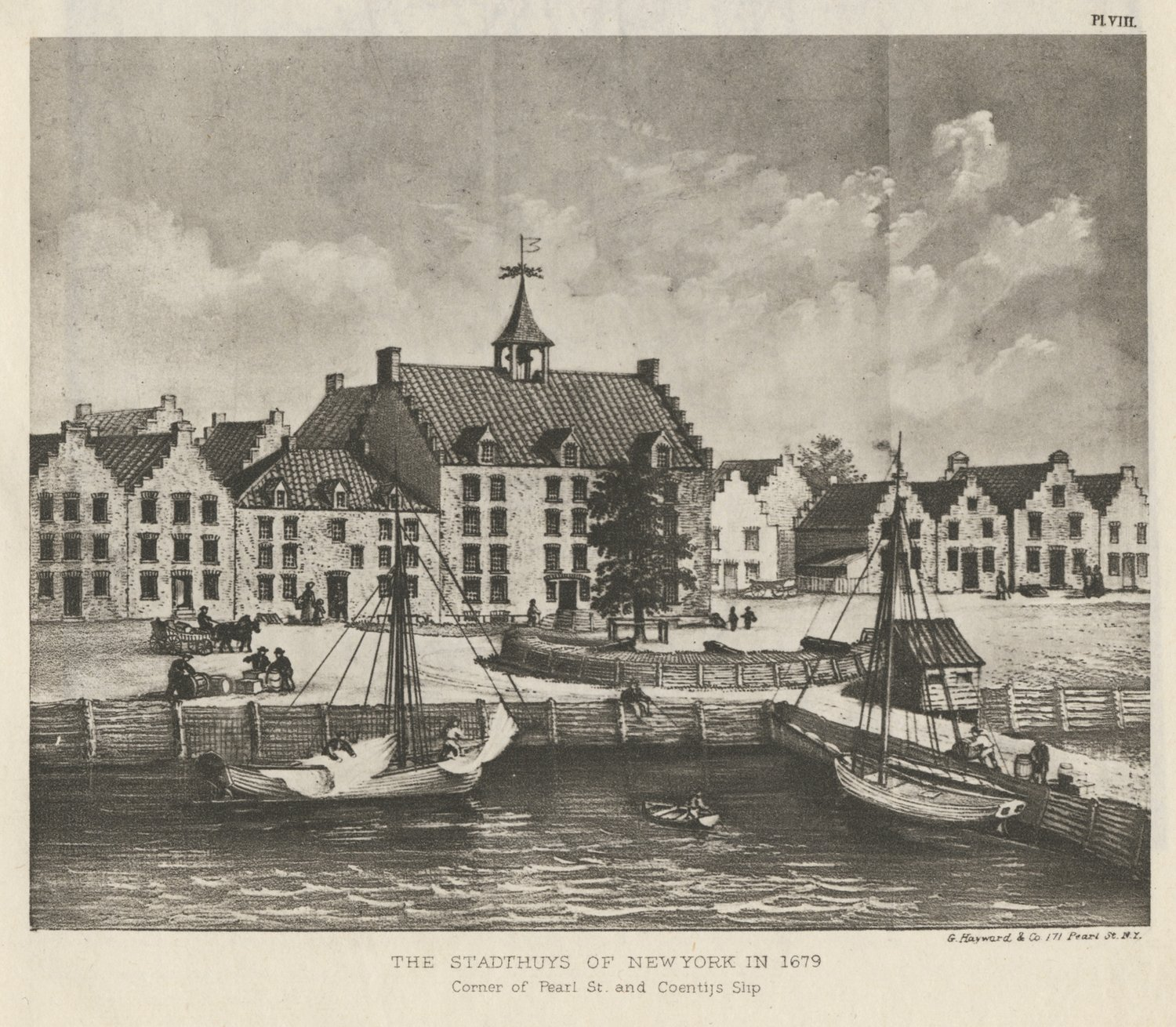
Stadt Huys, 1679

 En 1614 se estableció la compañía New Netherland y, en consecuencia, establecieron un segundo puesto de comercio de pieles en lo que hoy es Albany, llamado Fort Nassau. Sin embargo, no fue hasta 1623 cuando los intereses holandeses en el área no eran comerciales. A mediados de mayo del mismo año, 110 hombres, mujeres y niños llegaron a la zona a bordo del New Netherland, de 260 toneladas. Estos pertenecían a treinta familias protestantes de habla francesa que huían de las persecuciones religiosas de los españoles católicos en la actual Bélgica.
Bajo los auspicios de la recién formada Compañía Neerlandesa de las Indias Occidentales construyeron Fort Amsterdam en 1624, una fortificación tosca que se encontraba en la ubicación de la actual Alexander Hamilton US Custom House en Bowling Green. El fuerte fue diseñado principalmente para proteger las operaciones comerciales de la compañía río arriba del ataque de otras potencias europeas. En un año, un pequeño asentamiento, llamado Nueva Ámsterdam, había crecido alrededor del fuerte, con una población que incluía principalmente la guarnición de las tropas de la compañía y las familias llegadas en 1623, que solo podían comerciar vestidos y otros bienes con la Compañía. El primer director de Nueva Ámsterdam fue el explorador Cornelius Jacobsen May. En 1625 nació Sarah Rapelje fue la primera europea nacida en la futura ciudad de Nueva York.
El 6 de mayo de 1626, el tercer director de Nueva Ámsterdam, Peter Minuit, se reunió con varios jefes locales y les entregó bienes comerciales a cambio de poder permaner en la isla. Tiempo después, Las tribus Lenapes fueron poco a poco desplazadas a Long island, Delaware, Nueva jersey y otras partes cercanas. Dando por finalizado lo que pudo convertirse en un estado nativo americano en Nueva York
Nueva Ámsterdam fue concebida como un puesto comercial para comerciar con los pueblos locales, y en 1624 ya exportaba a Holanda 4000 pieles de castor y 700 de nutria. Los holandeses se aprovecharon enormemente de la dependencia de los nativos (ya lejos de la colonia)  del wampum como medio comercial al intercambiar herramientas de metal baratas de fabricación europea por pieles de castor. Al usar tales herramientas, los nativos aumentaron enormemente la tasa de producción de wampum, degradando su valor comercial. Los hombres de lenape abandonaron la caza y la pesca para alimentarse en favor de la caza de castores. Además, los holandeses comenzaron a fabricar su propio wampum con herramientas superiores para dominar aún más la red comercial entre ellos y los nativos (una práctica que también emprendieron los colonos en Nueva Inglaterra). Como resultado de este aumento, los castores quedaron atrapados en gran medida en los Cinco Condados en dos décadas, dejando a los lenape en gran medida dependientes de los holandeses. Como resultado, la población nativa disminuyó drásticamente  a lo largo del siglo XVII debido a una combinación de enfermedades, inanición y emigración. Solamente cien años después de ser desplazados de la Colonia de Nueva Ámsterdam 
A medida que el comercio de castores se trasladó al norte del estado de Nueva York, Nueva Ámsterdam se convirtió en un centro comercial cada vez más importante para la costa de América del Norte. Dado que New Netherland era una operación comercial y no se consideraba una empresa de colonización para trasplantar la cultura holandesa, los directores de New Netherland no se preocupaban en gran medida por el equilibrio étnico y racial de la comunidad.
Los orígenes holandeses todavía se pueden ver en muchos nombres en la ciudad de Nueva York, como Coney Island (de "Konijnen Eiland" – holandés para "Rabbit Island"), Bowery de bouwerij (holandés moderno boerderij = "granja"), Brooklyn (de Breukelen), Harlem de Haarlem (formalizado en 1658 como Nieuw Haarlem), Greenwich Village (de Greenwijck, que significa "barrio de pinos"), Flushing (de Vlissingen) y Staten Island (de "Staaten Eylandt").
Willem Kieft se convirtió en director general en 1638, pero cinco años más tarde se vio envuelto en la Guerra de Kieft contra los indios. El 29 de agosto de 1641, asesinato de Claes Swits, los residentes de Nuevos Países Bajos eligieron al Consejo de los Doce Hombres para asesorar a Kieft sobre las relaciones con los nativos. La masacre de Pavonia, al otro lado del río Hudson en la actual Jersey City resultó en la muerte de ochenta nativos en febrero de 1643. Después de la masacre, Las once tribus algonquinas Sobrevivientes De la Antigua Federación unieron fuerzas y casi derrotaron a los holandeses. Holanda envió fuerzas adicionales en ayuda de Kieft, que participó en la abrumadora derrota de los nativos americanos, lo que llevó a un tratado de paz el 29 de agosto de 1645 para poner fin a la guerra. (Véase Incidente de Bowery ) 
La actividad económica trajo una amplia variedad de grupos étnicos a la incipiente ciudad durante el siglo XVII, incluidos españoles y africanos, algunos de ellos como esclavos. En 1654 llegó a la ciudad un grupo de veintitrés judíos sefardíes de la península ibérica de la Congregación Shearith Israel, la congregación judía más antigua de Estados Unidos. En 1656 se realizó el trazado de varias calles.
Manhattan fue, en cierta medida, autoseleccionada como futura metrópolis por su extraordinario puerto natural formado por la bahía de Nueva York (en realidad, el valle inferior del río Hudson, rodeado por morrenas glaciales), el Río Este (en realidad un estrecho de mareas) y el río Hudson, todos los cuales confluyen en el extremo sur, desde donde se extendió todo el desarrollo posterior. También fue de primordial importancia la presencia de acuíferos profundos de agua dulce cerca del extremo sur, especialmente el estanque Collect. A su vez, cuenta con una geografía inusualmente variada que va desde marismas hasta grandes afloramientos de esquisto de Manhattan, una roca metamórfica dura que es ideal para los cimientos de grandes edificios.

## Llegada de los ingleses

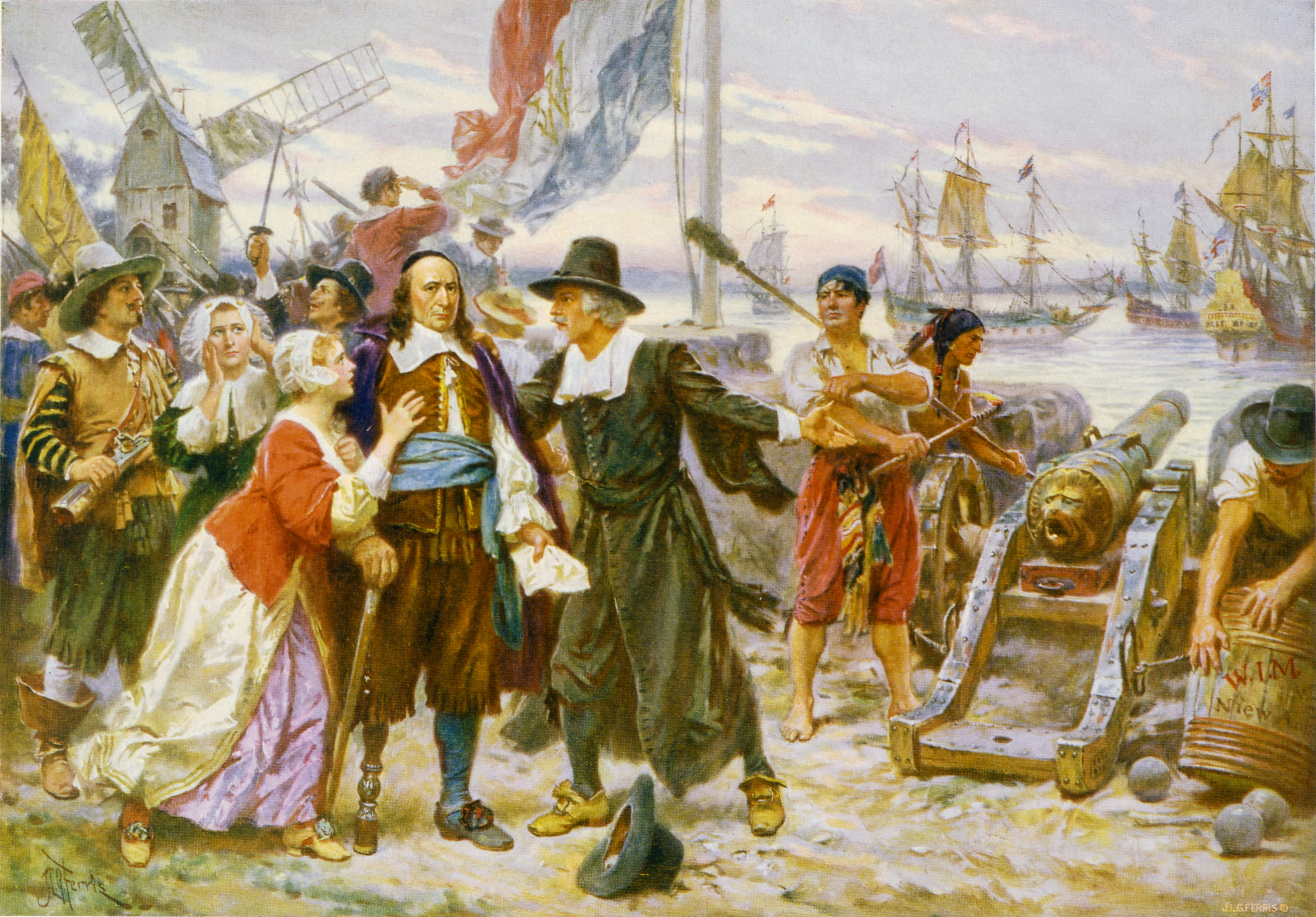
La caída de Nueva Ámsterdam, de Jean Leon Gerome Ferris

En 1664, los barcos ingleses entraron en Gravesend Bay en el Brooklyn moderno, y las tropas marcharon para capturar el ferri a través del East River hacia la ciudad, con una resistencia mínima. El gobernador en ese momento, Peter Stuyvesant, era impopular entre sus conciudadanos, que rechazaron sus intentos de emprender una defensa militar. Se redactaron los artículos de la capitulación de 1664, los colores de la Compañía Holandesa de las Indias Occidentales se golpearon el 8 de septiembre de 1664 y los soldados de la guarnición marcharon hacia el East River para el viaje de regreso a los Países Bajos. La fecha de 1664 apareció en el sello corporativo de la ciudad de Nueva York hasta 1975, cuando la fecha se cambió a 1625 para reflejar el año de la incorporación holandesa como ciudad y, de paso, permitir que Nueva York celebre su 350 aniversario solo 11 años después de su 300 aniversario.
Los ingleses rebautizaron la colonia Nueva York, en honor al hermano del rey Jacobo II de Inglaterra y el 12 de junio de 1665, nombraron a Thomas Willett como el primero de los alcaldes de Nueva York. La ciudad creció hacia el norte, permaneciendo como la ciudad más grande e importante de la colonia de Nueva York.